# Коробчицы (Гродненский район)
Коробчицы (бел. Каро́бчыцы) — деревня в Гродненском районе Гродненской области Беларуси. Входит в состав Коптёвского сельсовета.

## География
Пролегает дорога М-6/П5.
Ближайшие населённые пункты Гневенщина, Чеховщина, Юзефовка и др.

### Гидрография
Река Лососянка. Озеро Верхнее.

## История

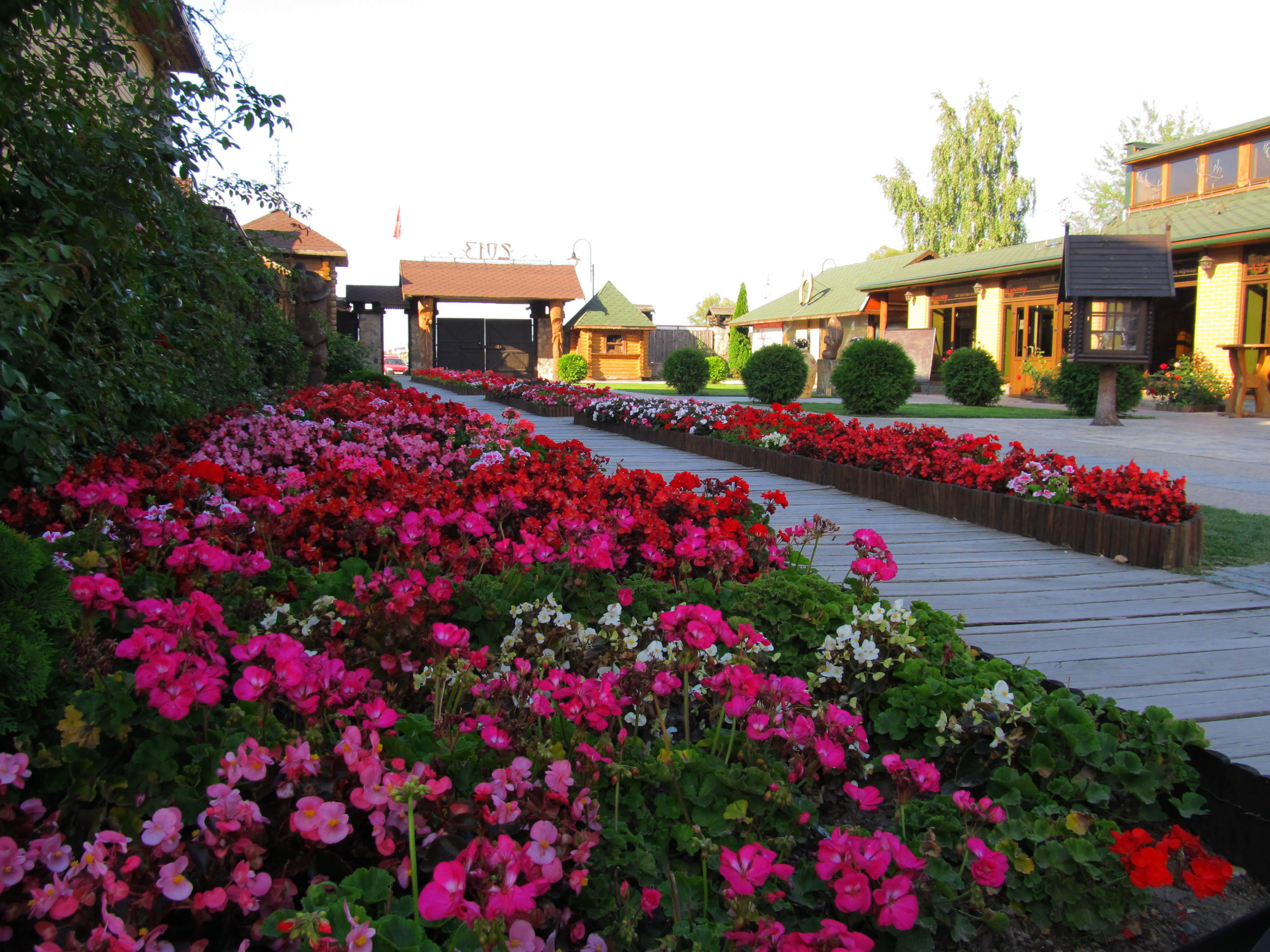

В 1959—1989 годах центр Коробчицкого сельсовета. До 2002 года деревня входила в состав Барановичского сельсовета.

## Население

### Численность
- 2019 год — 2 074 жителей

### Динамика
- 1999 год — 544 жителей (перепись населения)
- 2009 год — 874 жителей (перепись населения)[4]
- 2019 год — 2 074 жителей (перепись населения)

## Инфраструктура
- Агротуристический комплекс «Гарадзенскі маёнтак „Каробчыцы“»[5]. Парк.

## Достопримечательность
- Историко-культурный комплекс «Гродненская крепость — Партизанский лагерь». Установлены мемориальные самолёты: Памятник-самолёт Ан-26, Памятник-самолёт Су-24МР.
- Храм Св. Максимильяна Кольбе и Станислава
- Храм Нерукотворного Образа Господня